# Proxomitron
Proxomitron（プロクソミトロン、プロクスオミトロン）は、Scott R. Lemmonが開発したWindows上で動作するプロキシソフトウェア。通称は「オミトロン」。
2003年6月、開発の終了を宣言し、公式サイトに「消えました」と日本語でメッセージを残して閉鎖した。その後、開発者のScott R. Lemmonは2004年5月1日に36歳で死去した。

## 機能
ProxomitronはHTTP プロキシとして働き、ブラウザとWebサーバー間の通信を監視できる。その際に、HTTPヘッダやソースコードを指定したルールに則って書き換えることができる。これにより、ブラウザクラッシャーの無効化、JavaScriptのブロック、広告の除去、GIFアニメーションの停止などを実現する。

## ライセンス
このソフトウェアのライセンスは少年ウェアである。少年ウェアとは、開発者Scottが愛するバンド「少年ナイフ」をサポートするために捧げられているコンセプトである。
個人の使用では完全に自由であり、全ての機能は制限されない。
「少年ナイフのCDを購入し感想を作者にメールで伝える」ことでレジストすることが可能である。レジストすることで、開発者、利用者、少年ナイフ、そして世界中が幸せになり、世界がよりよいものになる。
もし使用者が少年ナイフのメンバー（直子、美智枝、敦子の誰か）であるのなら、全ての少年ウェアについて一生涯の権利を持つとしている。